# Давка в «Лужниках»
Давка в «Лужниках» произошла на Большой спортивной арене Центрального стадиона им. В. И. Ленина (сейчас — стадион «Лужники») в Москве в конце первого матча 1/16 розыгрыша Кубка УЕФА между футбольными клубами «Спартак» Москва (СССР) и «Хаарлем» (Нидерланды) 20 октября 1982 года.
В давке по официальным данным погибли 66 болельщиков «Спартака», многие из которых были ещё подростками. Эта давка стала самым трагическим случаем в истории советского и российского спорта.
Информация о количестве жертв этой трагедии появилась в советской печати лишь семь лет спустя, в 1989 году.

## События
В 1982 году стадион не был оборудован крышей над трибунами, а накануне матча в Москве выпал первый снег. День игры, среда 20 октября 1982 года, для середины московского октября выдался на редкость морозным (−10 °С), поэтому из 82 000 билетов на матч были проданы лишь 16 643. К началу игры успели очистить от снега и открыть для болельщиков только две трибуны: «С» (восточную) и «А» (западную). Обе трибуны вмещали по 23 000 зрителей, что было значительно больше, чем количество проданных билетов. Во время матча на трибуне «А» находилось лишь около 4 тысяч зрителей, большинство болельщиков (около 12 тысяч) предпочло трибуну «С», которая расположена ближе к метро. Подавляющее большинство болельщиков пришло поддержать «Спартак», нидерландских болельщиков было всего около сотни. От каждой трибуны к выходам со стадиона вели по две лестницы, находящиеся в разных концах подтрибунного коридора.
Матч начался в 19:00. На 16-й минуте игры Эдгар Гесс забил со штрафного первый гол в ворота «Хаарлема», но далее игра оказалась позиционной. Ближе к концу матча, не ожидая больше голов, значительная часть замёрзших болельщиков стала покидать свои места на трибунах и направилась к выходам. Большинство болельщиков трибуны «С» двинулось к лестнице № 1, которая находилась ближе к метро. Всего за 20 секунд до финального свистка Сергей Швецов забил в ворота «Хаарлема» второй гол. Приблизительно в это же время на лестнице № 1 трибуны «С» в подтрибунном пространстве стадиона началась давка, которая привела к гибели болельщиков.
Пострадавших в давке увезли на машинах «Скорой помощи» в приёмный покой Института скорой помощи им. Склифосовского. Тела погибших сначала были перенесены к памятнику Ленину у стадиона, а затем были развезены по московским моргам и после проведения судебно-медицинской экспертизы и опознания возвращены родственникам для захоронения. На следующий день секретарь ЦК КПСС Ю. В. Андропов побывал в институте, где встретился с некоторыми врачами и родственниками пострадавших.
Единственное сообщение о трагедии было напечатано на следующий день на последней полосе газеты «Вечерняя Москва» под заголовком «Происшествие»:

20 октября 1982 г. после футбольного матча на Большой спортивной арене Центрального стадиона имени В. И. Ленина при выходе зрителей в результате нарушения порядка движения людей произошел несчастный случай. Имеются пострадавшие. Проводится расследование обстоятельств происшедшего.
Газета «Советский спорт» и еженедельник «Футбол. Хоккей» после трагедии опубликовали (21 и 24 октября) подробные статьи об этом матче (под названиями «Холодная погода — горячая игра» и «Счёт на секунды»), однако умолчали в них о происшествии.
Футболисты «Спартака» узнали о трагедии от начальника своей команды Николая Старостина на следующий день после матча. Согласно некоторым воспоминаниям, радиостанция «Голос Америки», возможно, уже вечером 20 октября сообщила о произошедшем. Однако футболисты «Хаарлема» утверждают, что они впервые узнали о том, что случилось, лишь через семь лет после трагедии, то есть примерно одновременно с публикацией в советских СМИ.
После расследования происшествия следователями Московской городской прокуратуры дело было передано в суд. Все представители потерпевших были ознакомлены с материалами дела. На открытом заседании Московского городского суда 8 февраля 1983 года под председательством судьи В. А. Никитина уголовное дело было заслушано. Суд продолжался всего полтора дня.
К уголовной ответственности были привлечены директор Большой спортивной арены стадиона им. Ленина В. А. Кокрышев и главный комендант Ю. Л. Панчихин. 26 ноября им было предъявлено обвинительное заключение и на оставшееся время расследования они были заключены под стражу в Бутырскую тюрьму. Юрий Панчихин был назначен комендантом БСА всего лишь за два с половиной месяца до трагедии. Виктор Кокрышев уже через два дня после трагедии был исключён из рядов членов КПСС. Кокрышев и Панчихин оба были приговорены судом к 3 годам лишения свободы, что являлось максимальным наказанием по статье 172 УК РСФСР об ответственности за халатное исполнение своих служебных обязанностей. Однако в это время вышла амнистия в связи с 60-летием образования СССР. Кокрышев попал под амнистию, как лицо, имеющее правительственные награды, и был освобождён от наказания. Панчихину, в связи с амнистией, срок заключения был сокращен наполовину. Он был отправлен на принудительные работы в Подмосковье, а затем — в Калинин.
Также привлечению к уголовной ответственности подлежали заместитель директора БСА К. В. Лыжин и командир подразделения милиции, обеспечивавшего охрану общественного порядка на трибуне «С», майор С. М. Корягин. Но в связи с болезнью обоих (первый, ветеран ВОВ, лег в больницу с инфарктом; а второй был тяжело ранен — толпа швырнула его на бетон, когда он попытался остановить завал) материалы в отношении их были выделены в отдельное производство. Позже оба также попали под амнистию как лица, имеющие правительственные награды.
Суд проходил во Дворце культуры строителей в Кунцевском районе, возле станции метро «Молодёжная». По окончании суда материалы уголовного дела поступили на хранение в архив Московского горсуда.
Хотя суд над виновниками произошедшего был открытым, в прессе о нём не сообщалось. Первая публикация об обстоятельствах и жертвах этой трагедии появилась в прессе лишь шесть лет спустя, 8 июля 1989 года — с наступлением эпохи гласности.
В современной западной прессе трагедию в Лужниках нередко сравнивают с трагедией на стадионе «Айброкc» в Глазго в Шотландии, произошедшей 2 января 1971 года, из-за схожести в некоторых обстоятельствах этих катастроф. В обоих случаях трагедия произошла уже на последних минутах матча, когда сотни зрителей спускались по лестнице и при этом один из них споткнулся и упал, вызвав цепную реакцию падений и последовавшую за ней давку. Также в обоих случаях в давке погибло одинаковое количество болельщиков — 66. Оба несчастных случая совпали по времени с неожиданным голом, забитым на последних секундах матча.

### Отчёт о матче
| 20 октября 1982       | \| Спартак \| 2:0 (1:0) \| Харлем \| \| Гесс 16′ · Швецов 90′ \| Голы \| \| | Стадион: Центральный стадион им. В. И. Ленина, Москва Зрителей: 16 643 Судья: Эдуард Шоштарич (Югославия) |  |  |
|                       |                                                                             | |  |  |
| Спартак               | 2:0 (1:0)                                                                   | Харлем |  |  |
| Гесс 16′ · Швецов 90′ | Голы                                                                        | |  |  |

| Спартак:                                                      |    |                      |
|                                                               |    |                      |
| В                                                             | 1  | Ринат Дасаев         |
| З                                                             | 2  | Владимир Сочнов      |
| З                                                             | 3  | Борис Поздняков      |
| З                                                             | 4  | Владимир Щербак      |
| З                                                             | 5  | Олег Романцев (к)    |
| П                                                             | 6  | Сергей Шавло         |
| П                                                             | 7  | Сергей Швецов        |
| П                                                             | 8  | Эдгар Гесс           |
| П                                                             | 9  | Юрий Гаврилов        |
| Н                                                             | 10 | Фёдор Черенков       |
| Н                                                             | 11 | Сергей Родионов      |
| Запасные:                                                     |    |                      |
| Н                                                             |    | Александр Калашников |
| П                                                             |    | Евгений Кузнецов     |
| З                                                             |    | Геннадий Морозов     |
| З                                                             |    | Валерий Попелнуха    |
| В                                                             |    | Алексей Прудников    |
| Тренер:                                                       |    |                      |
| Константин Бесков Боковые арбитры: Бериша Шинаси Петар Иванов |    |                      |

| Хаарлем:           |    |                       |  |     |
|                    |    |                       |  |     |
| В                  | 1  | Эдвард Метгод         |  |     |
| З                  | 2  | Кит Мейсфилд          |  |     |
| З                  | 3  | Крис Веркайк          |  |     |
| З                  | 4  | Люк Нейхолт           |  |     |
| З                  | 5  | Алвин Лейснер         |  |     |
| 3                  | 6  | Мартин Хар            |  |     |
| П                  | 7  | Вим Балм              |  |     |
| П                  | 8  | Пит Кёр               |  | 85' |
| П                  | 9  | Йоп Бёклинх           |  |     |
| П                  | 10 | Герри Клетон          |  |     |
| Н                  | 11 | Франк ван Леен        |  |     |
| Запасные:          |    |                       |  |     |
|                    |    | Томми Кристиансен     |  | 85' |
|                    |    | Пит Хёйг              |  |     |
|                    |    | Андреас ван дер Фельд |  |     |
|                    |    | Эдвин ван Хамерен     |  |     |
| Тренер:            |    |                       |  |     |
| Ханс Ван Дорнефелд |    |                       |  |     |

## Расследование

### Официальное расследование

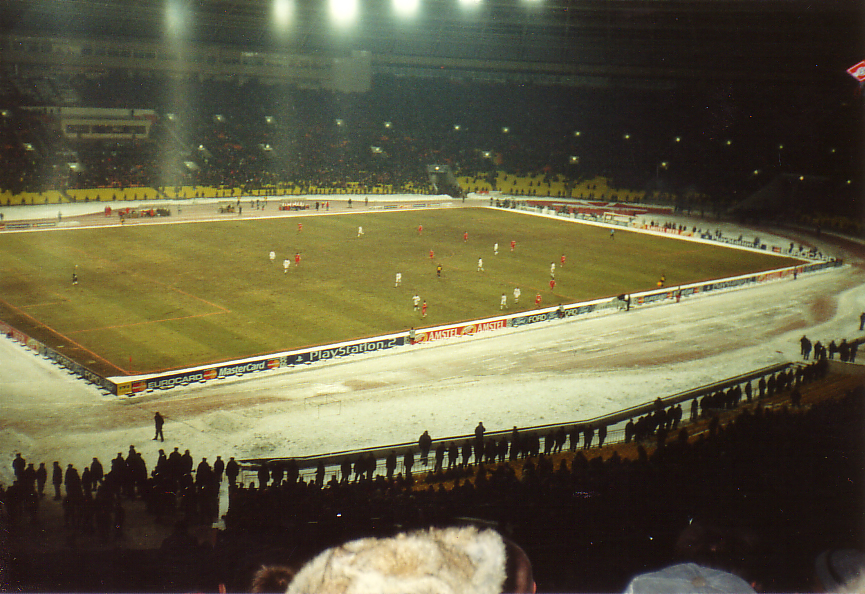
Стадион «Лужники» (фото сделано после 1997 г.)

Расследование трагедии было поручено следственной бригаде под руководством следователя по особо важным делам Прокуратуры Москвы Александра Шпеера. (А. Л. Шпеер известен также тем, что в 1966 году был консультантом съёмочной группы знаменитой комедии «Берегись автомобиля».)
Следствие установило, что в результате трагедии погибли 66 человек. Как показала судебно-медицинская экспертиза, все они скончались от компрессионной асфиксии в результате сдавления грудной клетки и живота. В больнице или в машине «Скорой помощи» ни один из пострадавших не умер. 61 человек получил ранения и увечья, в том числе 21 — тяжелые.
Как установило следствие, для болельщиков были открыты две из четырёх трибун БСА: «С» и «А», вмещающие по 23 000 зрителей. Однако большинство болельщиков «Спартака» предпочло трибуну «С», так как она находилась ближе к станции метро. Поэтому на трибуне «А» во время матча находилось лишь 3–4 тысячи из приблизительно 16 тысяч зрителей на стадионе. Учитывая небольшое количество проданных билетов, а также необходимость в малые сроки перед матчем очистить трибуны от снега и избыточное количество мест для болельщиков на двух открытых трибунах, решение администрации об использовании двух трибун из четырёх было признано следствием оправданным.
Обстановка на трибунах, по показаниям свидетелей, допрошенных следствием, была довольно напряженной: трибуны не успели полностью очистить, и на многих местах ещё оставался снег и лёд, а многие болельщики, пытаясь согреться, приняли значительное количество спиртного. Милиционеров стали массово закидывать снежками и кусками льда, стремясь попасть им по голове, чтобы сбить фуражки. Иногда в милиционеров летели и бутылки. 150 хулиганов за время матча доставили в комнаты милиции, но это лишь раззадоривало других фанатов.
За несколько минут до окончания матча многие болельщики потянулись к выходу. Материалами дела было подтверждено, что были открыты все выходы с обеих работающих трибун, о чём годы спустя писали в газеты и сами болельщики. Но основная масса зрителей с трибуны «С» двинулась по Лестнице № 1. Так как люди замерзли и многие были легко одеты, то все хотели побыстрее попасть в метро; по этой лестнице вниз двигался поток плотно прижатых друг к другу людей.
По показаниям очевидцев, на последних ступеньках лестницы упала девушка. Передние остановились и попытались помочь ей подняться, но народ сзади напирал, и те, кто попытался помочь, были сразу смяты потоком, повалены и затоптаны. О них продолжали спотыкаться другие, и гора тел росла.
Когда произошёл завал, давление толпы стало настолько большим, что металлические перила лестницы выгнулись под давлением человеческих тел и люди стали падать вниз на бетонный пол. Некоторых людей это спасло от гибели, а некоторые были раздавлены под грудой падающих тел.
По данным следствия, гол Швецова не усугубил положение, а, возможно, даже облегчил его, так как часть зрителей из тех, кто только выходил из многочисленных «люков» верхнего этажа стадиона на галерею к лестнице, кинулись назад и тем самым ослабили напор на уже идущих по лестничному маршу. Внизу, в спрессованной массе людей, при давке, развернуться и, тем более, создать встречный поток, было абсолютно невозможно.
Следствие установило, что во время давки на лестнице находились только болельщики, милиционеров не было, о чём свидетельствовал и тот факт, что среди погибших не было сотрудников милиции. Также было установлено, что лестница, где произошёл завал, находилась под навесом и была совершенно сухой. Наледь и снег были на трибунах, но не на лестнице, где произошла трагедия. Каких-либо фактов того, что кто-то из сотрудников БСА или милиции подгонял болельщиков к выходу, также выявлено не было. Наоборот, следствие отметило, что решение администрации продолжить видеотрансляцию на стадионном табло, показав после финального свистка уход команд с поля и небольшой мультфильм, смогло удержать на трибунах часть болельщиков, что подтвердили и сами выжившие.
После проведения тщательного расследования (было допрошено 150 свидетелей, материалы уголовного дела занимают 10 томов) Московская прокуратура передала дело для рассмотрения в суд.
Согласно некоторым публикациям, следователь А. Л. Шпеер в беседах с защитниками обвиняемых признавал, что следствие не обнаружило каких-либо веских причин для предъявления обвинения их подзащитным, однако вынуждено было сделать это для того, чтобы «успокоить общественное мнение». По этой же причине, согласно этим публикациям, и для предотвращения возможности самосуда со стороны фанатов «Спартака», В. А. Кокрышев и Ю. Л. Панчихин на время расследования были заключены под стражу.
По итогам официального расследования были осуждены директор «Лужников» Виктор Кокрышев, главный комендант Юрий Панчихин, заместитель Кокрышева по фамилии Лыжин и майор милиции Семён Корягин. Суд начался 8 февраля 1983 года и длился полтора дня. Кокрышев, Лыжин и Панчихин были осуждены за халатность и получили по три года тюрьмы, но первые двое попали под амнистию в честь 60-летия образования СССР, а Панчихин отсидел только полтора года. Корягин тоже был амнистирован.

### Неофициальные версии
Отсутствие освещения этой трагедии в советской прессе в первые годы после события и склонность к сенсационности в публикациях, появившихся с началом гласности, способствовали появлению различных слухов, версий и преувеличений, окружающих обстоятельства трагедии в «Лужниках».
В частности, большое распространение получила версия, что давка была вызвана вторым голом, забитым в самом конце матча Сергеем Швецовым. Согласно этой версии, болельщики, уже покидавшие стадион, услышав о только что забитом голе, повернули обратно, и столкновение двух потоков болельщиков (уходящих и возвращающихся) привело к давке. Большое распространение данной версии даже вынудило Швецова выразить сожаление, что он забил гол в этом матче.
Согласно другой популярной версии, для болельщиков якобы была открыта только одна трибуна на стадионе — «С». И на этой трибуне для выхода были открыты лишь одна лестница и ворота (в других вариантах этой версии — и эти ворота были открыты лишь частично). Такие действия журналисты пытались объяснить либо желанием сотрудников стадиона «облегчить себе жизнь»; либо намерением «обидевшихся» милиционеров «досадить» болельщикам за их хулиганское поведение во время матча; либо попыткой милиционеров задержать определённых футбольных хулиганов после матча; либо желанием милиционеров задержать болельщиков-подростков, пришедших на вечерний матч без сопровождения взрослых; либо другими причинами. Некоторые комментаторы высказывали мнение, что по лестнице № 2 трибуны «С» милиционеры разрешали спускаться только болельщикам-голландцам, отправляя всех болельщиков «Спартака» к лестнице № 1.
Некоторые журналисты стремились возложить всю ответственность за произошедшее на сотрудников милиции и лично на начальника ГУВД Москвы, генерал-лейтенанта В. П. Трушина.

### Количество погибших
В 1982 году следствие установило, что в результате трагедии погибли 66 человек. Эта информация и какая-либо другая информация по уголовному делу не была тогда опубликована в прессе. Первая публикация о трагедии появилась в годы перестройки. Ей стала статья «Чёрная тайна „Лужников“» в газете «Советский спорт» от 8 июля 1989 года. В ней журналисты указали, что им неизвестно точное число погибших, так как оно является «чёрной тайной», и при написании статьи у них не было доступа к материалам уголовного дела из-за того, что архивы «закрыты и охраняются, пожалуй, крепче оборонных заводов. Поэтому мы имеем только непроверенную цифру — 340 человек», — сообщили журналисты, ссылаясь на «родственников жертв».
Эта публикация имела резонанс в СССР и, особенно, за границей. Крупнейшие газеты Голландии посвятили первые полосы своих газет статьям о 340 погибших в трагедии на «Лужниках». Голландская национальная телекомпания NOS сделала специальный сюжет новостей о публикации «Советского спорта». Немецкие газеты Frankfurter Allgemeine Zeitung, Frankfurter Rundschau и Bild, а также другие западные СМИ перепечатывали информацию «Советского спорта». Цифра в 340 погибших была тут же подхвачена всеми СМИ. Только тогда футболисты «Хаарлема» узнали о том, что произошло во время их игры семь лет назад.
Через две недели газета «Известия» опубликовала интервью со следователем Шпеером под названием «Трагедия в „Лужниках“. Факты и вымысел», в котором он рассказал о деталях трагедии, установленных следствием в 1982 году, и сообщил о 66 погибших. «Советский спорт» в редакционной статье, вышедшей на следующий день после публикации в «Известиях», признал, что из-за отсутствия у их журналистов точных данных в ход «пошли различные варианты, разные цифры, домыслы», но при этом выразил радость по поводу такого большого международного резонанса, который смогла произвести их статья. Цифра в 340 погибших, озвученная парой журналистов «Советского спорта» двумя неделями раньше, или её вариации («более 300 человек», «около 350 человек»), по-прежнему иногда упоминается, особенно за рубежом, при описании трагедии в «Лужниках».
По информации Сергея Микулика, полученной им от двух очевидцев, на цифре 66 погибших приказал остановиться первый секретарь Московского горкома Виктор Гришин, прибывший на место происшествия — столько трупов было на тот момент сложено у памятника Ленину. Людей, скончавшихся позже, оформляли завтрашним числом.

## Официальный список погибших
| №  | Имя                 | Возраст |
| -- | ------------------- | ------- |
| 1  | Абдулаев Эльдар     | 15 лет  |
| 2  | Абдулин Анвер       | 29 лет  |
| 3  | Аникин Володя       | 14 лет  |
| 4  | Багаев Сергей       | 14 лет  |
| 5  | Баранов Игорь       | 17 лет  |
| 6  | Беженцева Виктория  | 17 лет  |
| 7  | Березань Александр  | 15 лет  |
| 8  | Бокутенкова Надежда | 15 лет  |
| 9  | Борисов Олег        | 16 лет  |
| 10 | Буданов Михаил      | 17 лет  |
| 11 | Викторов Олег       | 17 лет  |
| 12 | Волков Дмитрий      | 16 лет  |
| 13 | Воронов Николай     | 19 лет  |
| 14 | Голубев Владимир    | 33 года |
| 15 | Гришаков Александр  | 15 лет  |
| 16 | Дерюгин Игорь       | 17 лет  |
| 17 | Евсеев Анатолий     | 16 лет  |
| 18 | Егоров Владимир     | 16 лет  |
| 19 | Ермаков Анатолий    | 43 года |
| 20 | Жидецкий Владимир   | 45 лет  |
| 21 | Завертяев Владимир  | 23 лет  |
| 22 | Заев Алексей        | 17 лет  |

| №  | Имя                | Возраст |
| -- | ------------------ | ------- |
| 23 | Зарембо Владимир   | 28 лет  |
| 24 | Зисман Евгений     | 16 лет  |
| 25 | Зозуленко Вячеслав | 18 лет  |
| 26 | Калайджян Вартан   | ?       |
| 27 | Калинин Николай    | ?       |
| 28 | Карпасов Максим    | 17 лет  |
| 29 | Кербс Эгберт       | 23 года |
| 30 | Киселёв Владимир   | 40 лет  |
| 31 | Клименко Александр | 18 лет  |
| 32 | Королёва Елена     | 16 лет  |
| 33 | Костылёв Алексей   | 18 лет  |
| 34 | Кустиков Владислав | 16 лет  |
| 35 | Куцев Николай      | 27 лет  |
| 36 | Ларионов Юрий      | 19 лет  |
| 37 | Лебедь Сергей      | 16 лет  |
| 38 | Лисаев Владимир    | 24 года |
| 39 | Личкун Николай     | 30 лет  |
| 40 | Лузанова Светлана  | 15 лет  |
| 41 | Мартынов Александр | 22 года |
| 42 | Мильков Алексей    | 17 лет  |
| 43 | Мосичкин Олег      | 17 лет  |
| 44 | Муратов Александр  | 39 лет  |

| №  | Имя                 | Возраст |
| -- | ------------------- | ------- |
| 45 | Новоструев Михаил   | 15 лет  |
| 46 | Панес Михаил        | 37 лет  |
| 47 | Политико Сергей     | 14 лет  |
| 48 | Попков Александр    | 15 лет  |
| 49 | Пятницын Николай    | 23 года |
| 50 | Радионов Константин | 16 лет  |
| 51 | Родин Сергей        | 16 лет  |
| 52 | Самоварова Елена    | 15 лет  |
| 53 | Сергованцев Валерий | 19 лет  |
| 54 | Скотников Станислав | 16 лет  |
| 55 | Сударкина Зинаида   | 37 лет  |
| 56 | Тамамян Левон       | 19 лет  |
| 57 | Уваров Михаил       | 14 лет  |
| 58 | Усманов Дмитрий     | 17 лет  |
| 59 | Усов Сергей         | 17 лет  |
| 60 | Федин Константин    | 16 лет  |
| 61 | Фунтиков Владимир   | 24 года |
| 62 | Хлевчук Игорь       | 18 лет  |
| 63 | Чеботарёв Олег      | 20 лет  |
| 64 | Чернышёв Виктор     | 42 года |
| 65 | Шабашов Игорь       | 19 лет  |
| 66 | Шагин Игорь         | 19 лет  |

Источник: «Мемориал памяти погибших» и «Официальный список жертв матча „Спартак“ — „Хаарлем“».

## Мемориалы и память
- Ещё до газетной полемики июля 1989 г., в № 1-3 журнала «Пионер» была опубликована повесть Лии Симоновой «Круг», с кратким упоминанием трагедии на стадионе: «…Сергей отправился с мальчишками-„фанатами“ на матч „Спартака“. „Спартак“ в тот день играл неудачно, но перед финальным свистком неожиданно забил гол. Все, кто уже устремился с трибун к выходу, задержались, остановились, образовалась давка. Мальчишки пытались прорваться к своей команде на поле и прыгали через ряды сидений, расталкивая возбужденных победой болельщиков. Кто-то отпихнул Сергея, кто-то наступил на его длинный, размотавшийся в толчее красно-белый шарф. Сергей не удержался, упал под ноги мечущихся людей…». Действие повести в журнальном варианте происходит осенью 1983 г. (в книжном издании 1990 г. дата снята), на время действия приходится годовщина гибели упомянутого Сергея Судакова. Ничего не говорится о других погибших, место трагедии перенесено на трибуну, приводится ходившая в слухах версия о давке из-за неожиданно забитого «спартаковцем» мяча.[источник не указан 3168 дней]
- 22 октября 1992 года, к десятилетию со дня трагедии, у западных трибун «Лужников» был установлен памятник «Погибшим на стадионах мира».
- 20 марта 2007 года телекомпанией НТВ был показан документальный фильм «Роковой гол» из цикла «Победившие смерть», рассказывающий о трагедии в «Лужниках»[23].
- 20 октября 2007 года, в день двадцатипятилетия трагедии, в «Лужниках» состоялся матч памяти погибших между ветеранами «Спартака» и «Хаарлема»[14].
- В октябре 2007 года в Нидерландах была опубликована книга об этой трагедии — «Drama in het Lenin-stadion»[24].
- К двадцатипятилетию трагедии Андрей Алексин, Сергей Фисун и Антон Хабибулин записали песню под названием «Двадцатое число»[25][26].
- В 2008 году телеканал ESPN Classic показал в Европе документальный фильм «Русская ночь, скрытая футбольная трагедия» (Russian Night, the Hidden Football Disaster).[источник не указан 1392 дня]
- В 2017 году было принято решение, что на домашнем стадионе «Спартака» — «Открытие Банк Арена» — будет установлена мемориальная доска, посвященная трагедии 1982 года[27].
- В 2017 году группа Clockwork Times записала песню «20 октября 1982».[источник не указан 1392 дня]
- Мини-сериал «Давка-82. Тайная трагедия СССР»[28] («Давка-82»[29]), 2024, Premier, реж. Михаил Райхельгауз.